# Posnjakita
La posnjakita és un mineral de la classe dels sulfats. Va ser descoberta l'any 1967 en un jaciment a la província de Kharagandí (Kazakhstan). Rep el seu nom del geoquímic nord-americà Eugene W. Posnjak (1888-1949).

## Característiques
La posnjakita és un sulfat hidroxilat i hidratat de coure. Pel seu aspecte és fàcilment confusible amb la langita, més hidratada. Cristal·litza en el sistema monoclínic formant cristalls escalats. També s'hi pot trobar de manera terrosa o en forma de crostes. La seva duresa a l'escala de Mohs oscil·la entre 2 i 3.

## Formació i jaciments
És un mineral secundari que es forma a la zona d'oxidació dels jaciments de minerals del coure d'origen hidrotermal. També apareix comunament amb posterioritat a l'excavació de les mines, formant-se en els munts d'escòries de la mineria. Sol trobar-se associada a altres minerals com: brochantita, langita, devil·lina, serpierita, woodwardita, wroewolfeita, auricalcita, atzurita, malaquita o calcopirita. Als territoris de parla catalana ha estat descrita a la pedrera Can Rovira, a Sant Fost de Campsentelles (Vallès Oriental, Barcelona), a la mina «Iris 18» d'Escornalbou, a Riudecanyes (Baix Camp, Tarragona) i a la mina Eugenia (Bellmunt del Priorat, Priorat).